# Lê Hiến Mai
Lê Hiến Mai (1918-1992) là một chính khách và tướng lĩnh của Quân đội nhân dân Việt Nam, hàm Trung tướng. Ông từng giữ chức Giám đốc Học viện Chính trị Quân sự, Bộ trưởng Bộ Nội vụ (sau là Bộ Lao động, Thương binh và Xã hội). Ông cũng là một trong 9 Thiếu tướng đầu tiên của Quân đội nhân dân Việt Nam được thụ phong năm 1948.

## Xuất thân
Ông tên thật là Nguyễn Văn Phường quê xã Trạch Mỹ Lộc, huyện Ba Vì, tỉnh Sơn Tây (nay thuộc huyện Phúc Thọ, thành phố Hà Nội).
Ông tham gia cách mạng từ năm 1939. Năm 1940, ông là Thư ký Ban chấp hành Đoàn Thanh niên phản đế tỉnh Sơn Tây. Từ năm 1941 đến năm 1944, ông bị thực dân Pháp bắt giam và đày đi tù ở nhiều nơi.

## Lãnh đạo chính trị trong quân đội
Tháng 8 năm 1944, ông vượt ngục, tham gia Cứu quốc quân, lấy bí danh Lê Hiến Mai, giữ chức Ủy viên phân khu ủy Phân khu Tuyên - Thái; Phái viên chính trị Giải phóng quân phụ trách Mặt trận Sầm Nưa, Xiêng Khoảng (Lào); Chính trị viên, Bí thư trung đoàn ủy. Tháng 3 năm 1946, ông làm Chính ủy, kiêm Tham mưu trưởng, Bí thư quân khu ủy Chiến khu 2, kiêm Chính ủy Trường bổ túc quân sự ủy viên hội.
Từ tháng 2 năm 1947 đến năm 1949, ông lần lượt giữ các chức vụ Chính ủy Mặt trận Tây Tiến, Liên khu 1, Bộ Tư lệnh Nam Bộ, kiêm Phân liên khu miền Đông Nam Bộ.
Năm 1948, ông được thụ phong quân hàm Thiếu tướng trong đợt phong hàm đầu tiên.
Năm 1953, ông làm Tư lệnh, Bí thư quân khu ủy Phân liên khu miền Tây Nam Bộ.
Sau Hiệp ước Genève, ông tập kết ra Bắc.
Năm 1958, ông làm Chính ủy, Bí thư Đảng ủy Bộ Tư lệnh Pháo binh.
Những năm đầu thập niên 60, ông chuyển sang công tác chính quyền, làm Bộ trưởng Bộ Thủy lợi và Điện lực (1960 - 1.1963) , Bộ trưởng Bộ Nông nghiệp (1963 - 1965) 
Tháng 4 năm 1965, ông quay lại quân đội làm Chính ủy, Bí thư đảng ủy Quân khu 4, Ủy viên Quân ủy Trung ương.
Năm 1967, ông làm Phó Chủ nhiệm Tổng cục Chính trị Quân đội nhân dân Việt Nam, Ủy viên thường trực Quân ủy Trung ương, kiêm Giám đốc Học viện Chính trị Quân sự;
Năm 1974, ông được thăng quân hàm Trung tướng.

## Tham gia công tác chính quyền
Từ tháng 6 năm 1971 ông giữ chức Bộ trưởng, Bí thư đảng đoàn Bộ Nội vụ (sau đổi là Bộ Thương binh và Xã hội, nay là Bộ Lao động – Thương binh và Xã hội) trong khi vẫn đang trong quân đội.
Năm 1975, ông làm Bộ trưởng Bộ Thương binh và Xã hội cho đến năm 1982 ,, kiêm Chủ nhiệm Ủy ban Điều tra tội ác chiến tranh xâm lược của Mỹ ở Việt Nam.
Năm 1982, ông làm Chủ nhiệm Ủy ban Y tế - Xã hội của Quốc hội, kiêm Chủ nhiệm Ủy ban Điều tra tội ác chiến tranh xâm lược.
Năm 1990, ông làm Phó Chủ tịch Ban Chấp hành Trung ương lâm thời Hội Cựu chiến binh Việt Nam.
Ông là Ủy viên Ban Chấp hành Trung ương Đảng Cộng sản Việt Nam các khóa III và IV; đại biểu Quốc hội các khóa III, V, VI và VII.
Ông mất ngày 6 tháng 11 năm 1992 tại Hà Nội và an táng tại Nghĩa trang Mai Dịch.

## Vinh danh
Ông được Nhà nước Việt Nam tặng thưởng: 
- Huân chương Hồ Chí Minh
- Huân chương Quân công hạng nhất
- Huân chương Chiến thắng hạng nhất
- Huân chương Kháng chiến hạng nhất
- ... và nhiều huân, huy chương khác.
- Những con đường được mang tên ông tại: Phường Hòa An, Quận Cẩm Lệ, TP Đà Nẵng và tại Quận 2, TP Hồ Chí Minh.